# 폴리나 싱어
폴리나 싱어(Paulina Singer, 1991년 9월 5일 ~ )는 미국의 배우, 텔레비전 배우, 영화배우이다.
뉴햄프셔주에서 태어났다.

## 방송
- 데드 오브 썸머
- 사우스 오브 헬

## 영화
- 언케이지드 (2016년)
- 사우스 오브 헬 (2015년)
- 인턴 (2015년)